# كورتيس ميلاج
كورتيس ميلاج (بالإنجليزية: Curtis Millage) مواليد 4 مارس 1981 في لوس أنجلوس، هو لاعب كرة سلة أمريكي. بدأ مسيرته الاحترافية في سنة 2003. يلعب مع نادي كشالين لكرة السلة في الدوري البولندي لكرة السلة كلاعب هجوم خلفي.

## المسيرة الاحترافية
لعب مع نادي سبليت لكرة السلة في سنة 2006، ثم لعب مع إيه إس كي ريغا من سنة 2006 إلى 2008، ثم لعب مع ينسي كراسنويارسك في الدوري الروسي في موسم 2008–2009، ثم لعب مع نادي أوليمبيا لكرة السلة في موسم 2009–2010.

## روابط خارجية
- كورتيس ميلاج على موقع الدوري الأوروبي لكرة السلة (الإنجليزية)
- كورتيس ميلاج على موقع كرة السلة الأوروبية.كوم (الإنجليزية)
- كورتيس ميلاج على موقع كلية كرة السلة في سبورتس رفرنس.كوم (الإنجليزية)
- كورتيس ميلاج على موقع ريلجم (الإنجليزية)
- كورتيس ميلاج على موقع بروبوليرز (الإنجليزية)
- كورتيس ميلاج على موقع سبورتس رفرنس (الإنجليزية)
- كورتيس ميلاج على موقع سبورتس رفرنس (الإنجليزية)